# 卡梅內克山
48°35′08″N 14°40′10″E / 48.5855°N 14.6695°E

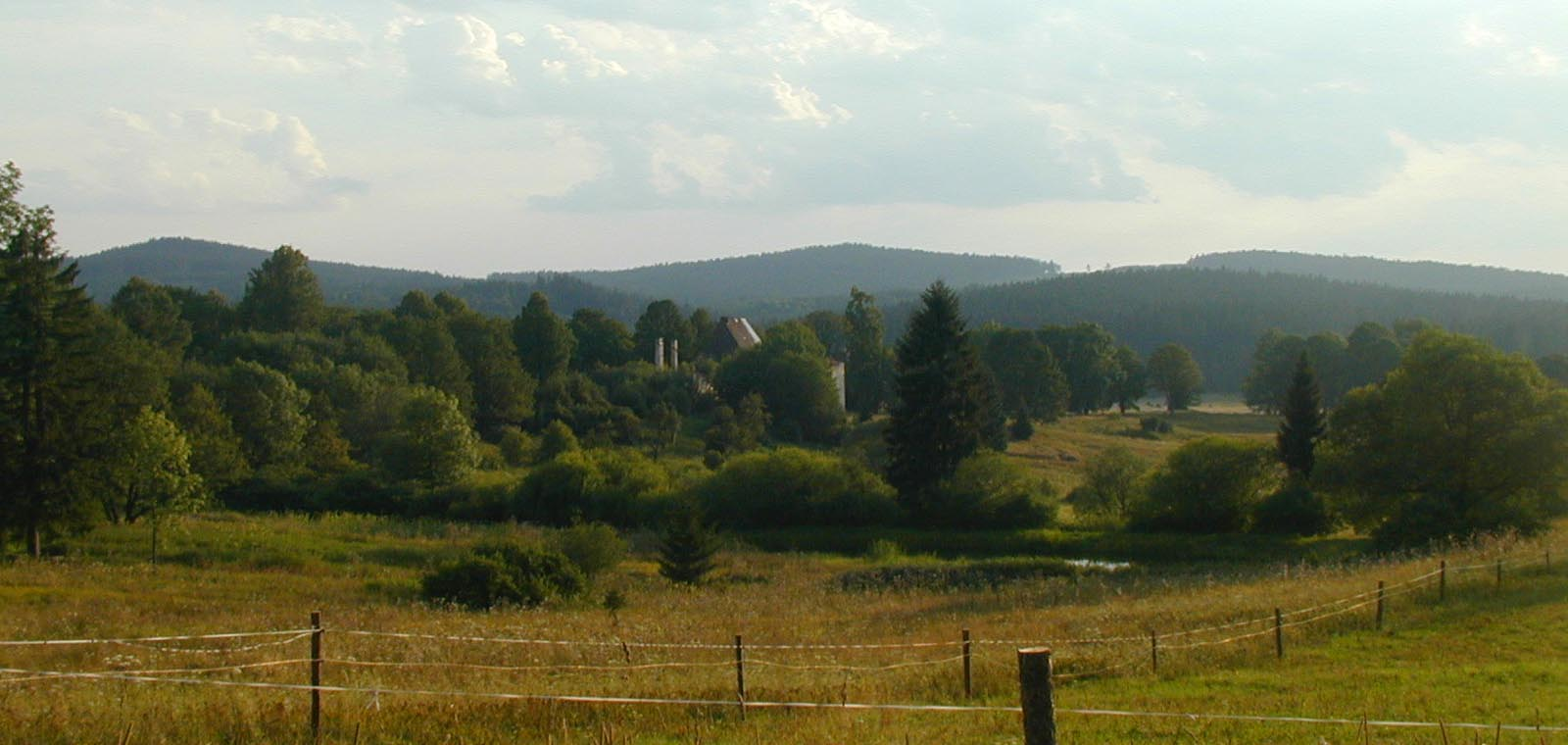

卡梅內克山（德語：Kamenec），是中歐的山峰，位於奧地利和捷克接壤的邊境，屬於格拉岑高地的一部分，距離菲貝格山4公里，該山峰海拔高度1,072米。